# Boeing X-37
Boeing X-37 eksperimentalna je bespilotna svemirska letjelica za višekratnu upotrebu Svemirskih snaga Sjedinjenih Država, koju je u ime NASA-e izvorno razvila tvrtka Boeing Phantom Works, podružnica Boeinga. Struktura je izvedena od prethodne eksperimentalne jedrilice X-40.

## Povijest razvoja
Program X-37 pokrenula je NASA 1999. godine. Uz pomoć X-37 trebaju se testirati i tehnike i manevri poput polijetanja i ponovnog ulaska u Zemljinu atmosferu. Svemirska jedrilica također može ostati u zemljinoj orbiti dulje vrijeme pa se solarne ćelije od galijevog arsenida koriste se za opskrbu energijom u svemiru.  
Izvorno je X-37 dizajniran za postavljanje u orbitu iz prostora za teret Space Shuttlea. Kao posljedica nesreće shuttlea Columbije u veljači 2003. godine jedrilica je modificirana za lansiranje na raketi Delta II. Atlas V (501) kasnije je odabran kao lansirna raketa jer je omogućio da se X-37 smjesti ispod oplate korisnog tereta kako bi se izbjegli aerodinamički problemi tijekom lansiranja.
U rujnu 2004. američka vojna uprava DARPA preuzela je od NASA-e projekt na daljnji razvoj. Od ljeta 2005. probni letovi prototipa X-37A odvijali su se korištenjem privatno razvijenog nosača zrakoplova Scaled Composites White Knight. Sada programom X-37B upravlja jedan USAF-ov ured.
X-37B je trebao letjeti na visinu do 900 km više od godinu dana i ponovno biti u funkciji 15 dana nakon povratka. U orbiti se orbitalna visina može mijenjati uz pomoć potisnika. Prvotno je to bio 29,3 kN snažan potisnik pogonjen motorom Rocketdyne AR2-3 na kerozin i vodikov peroksid, ali je u tijeku razvoja zamijenjen s konvencionalnim hidrazinskim pogonskim sustavom s 14,7 kN. 
Prvi test svemirske varijante X-37B (OTV-1: Orbital Test Vehicle 1) u orbiti bio je planiran za ljeto 2006., no to se dogodilo tek 22. travnja 2010. u 23.52h UTC. Atlas V je poslužio kao lansirna raketa, koji je lansirao iz Cape Canaverala. Ovaj prvi let završio je nakon 224 dana, 8 sati i 24 minute potpuno autonomnim slijetanjem u američku zračnu bazu Vandenberg 3. prosinca 2010. Nisu navedeni detalji o ciljevima misije i namjeni zrakoplova.
Drugi primjerak (OTV-2) isporučen je 5. svibnja, a u ožujku je 2011. također uspješno Atlasom V lansiran iz Cape Canaverala. X-37B ostao je u orbiti više od godinu dana kako bi proveo testove sustava i vojne eksperimente. Dana 16. lipnja 2012. OTV-2 završio je svoju misiju i nakon 469 dana u svemiru sletio u zračnu bazu Vandenberg.
Dana 11. prosinca 2012. prvi je orbiter poletio na svoj drugi let na Atlasu V u trećoj misiji X-37B (OTV-3), premašivši trajanje prethodnog leta u ožujku 2014. Nakon 674 dana u svemiru sletio je 17. listopada 2014. u bazu Vandenberg. Dana 20. svibnja 2015. započela je četvrta misija X-37B (OTV-4). Nije objavljeno koji je od dva orbitera korišten. Postavio je četiri mikrosatelita i testirao solarno jedro od 32 četvornia metra i testni pogon. Dana 25. ožujka 2017. premašio je trajanje prethodnog leta: nakon ukupno 718 dana provedenih u svemiru, prvi put je izvršeno slijetanje u Shuttle Landing Facility na Floridi 7. svibnja 2017. godine. 
Peta misija X-37B (OTV-5) započela je 7. rujna 2017. transportom rakete Falcon 9 iz privatne svemirske tvrtke SpaceX u svemir. Dana 26. kolovoza 2019 X-37B je ponovno premašio vrijeme provedeno u svemiru na prethodnom letu. Slijetanje u svemirski centar Kennedy na Floridi dogodilo se 27. listopada 2019. nakon 780 dana u svemiru.

## Tehničke specifikacije
| Parametar    | Vrijednost |
| ------------ | ---------- |
| Raspon       | 4,5 m      |
| Duljina      | 8,9 m      |
| Visina       | 2,9 m      |
| Početna masa | 4990 kg    |
| Nosivost     | do 250 kg  |

## Vanjske poveznice
- Otkriveni neki detalji tajnog svemirskog zrakoplova X-37B Space.com, 18. travnja 2010. (engleski)
- X-37B (OTV-1): igra mačke i miša se nastavlja Raumfahrer.net: praćenje orbite od astronoma amatera
- Tajnoviti svemirski zrakoplov X-37B otkriven u orbiti nakon što je bio skriven 218 dana  Arhivirana inačica izvorne stranice od 25. lipnja 2022. (Wayback Machine) Spaceflight101.com. 13. travnja 2018. (engleski)